# Berdeniella caprai
Berdeniella caprai is een muggensoort uit de familie van de motmuggen (Psychodidae). De wetenschappelijke naam van de soort is voor het eerst geldig gepubliceerd in 1980 door Salamanna & Sara.